# ویتوریو چیونی
ویتوریو چیونی (انگلیسی: Vittorio Cioni؛ ۱۲ اکتبر ۱۹۰۰ – ۲۹ سپتامبر ۱۹۸۱) قایقران روئینگ اهل ایتالیا بود.
وی در مسابقات کشوری و بین‌المللی در مجموع برندهٔ ۱ مدال طلا، ۳ مدال نقره شده‌است.